# Xixia (rodzaj)
Xixia – wymarły rodzaj owadów z rzędu Cnemidolestodea, obejmujący tylko jeden znany gatunek: Xixia huban.
Rodzaj i gatunek opisane zostały w 2014 roku przez Gu Junjie, Oliviera Béthoux i Ren Donga. Opisu dokonano na podstawie 12 skamieniałości pochodzących z piętra namuru w późnym karbonie, odnalezionych w formacji Tupo, w okolicy Xiaheyan, na terenie chińskiego regionu Ningxia. Nazwa rodzajowa pochodzi od historycznego państwa Xixia, które obejmowało tereny, gdzie znaleziono skamieniałości, natomiast epitet gatunkowy pochodzi od mandaryńskiego 虎斑
(pinyin: hǔbān) oznaczającego „tygrysie pręgi” i nawiązuje do wzoru barwnego na skrzydłach owada. Autorzy nie przyporządkowali taksonu do żadnej z wyróżnianych rodzin.
Owad ten miał przednie skrzydło o długości od 17,9 do 21,8 mm i największej szerokości od 5,9 do 7 mm. Ciemniej zabarwione łaty tworzyły na nim pręgowaty wzór. Tylna żyłka subkostalna wypuszczała skośnie odgałęzienia przednie i zlewała się z przednią żyłką radialną. Biorąca początek bliżej środka skrzydła niż jego nasady tylna żyłka radialna miała pierwsze rozwidlenie naprzeciwko punktu połączenia tylne żyłki subkostalnej i przedniej radialnej. Liczba odgałęzień tylnej żyłki radialnej sięgających wierzchołka skrzydła wynosiła zwykle 7 lub 8, a wyjątkowo 6 lub powyżej 8. Żyłka M+CuA w nasadowej części biegła blisko żyłki radialnej, a dalej zwykle rozdzielała się na przednią żyłkę medialną i żyłkę MP+CuA. Przednia żyłka medialna miała 3, rzadziej 2 odgałęzienia, a pierwsze z nich wychodziło pomiędzy punktem początkowym tylnej żyłki radialnej a punktem złączenia tylne żyłki subkostalnej i przedniej radialnej. Żyłka MP+CuA+CuPa miała od 5 do 9 (zwykle 6) odgałęzień, z których przednie łączyły się z przednią żyłką medialną.